# Un conto da saldare
(Nathaniel Hawthorne)
Un conto da saldare (College) è il 5º episodio della serie televisiva statunitense I Soprano (The Sopranos) dell'emittente HBO, trasmesso in USA il 7 febbraio 1999.
L'episodio ha vinto 2 Emmy Awards, agli sceneggiatori David Chase e James Manos, Jr. e ad Edie Falco, primo dei 3 Emmy ottenuti dall'attrice per il ruolo di Carmela Soprano; nella stessa edizione degli Emmy la serie aveva una terza nomination come Miglior serie drammatica.
La regia di Allen Coulter ha ricevuto una nomination ai Directors Guild of America Awards 2000.
Sia il Time che Entertainment weekly lo hanno definito come il migliore episodio dell'intera serie. Tv Guide USA lo ha inserito al 2º posto tra i 100 episodi televisivi migliori di sempre.

## Trama
Tony e Meadow sono in viaggio nel New England per visitare alcuni college in cui la ragazza medita d'iscriversi, mentre Carmela è a casa influenzata. Dopo aver visitato l'Università di Bates a Lewiston nel Maine, la giovane chiede al padre con un tono provocatorio se è vero che fa parte della mafia: colto alla sprovvista, Tony prima nega poi in parte conferma. Fermatosi ad una stazione di rifornimento, il boss telefona prima alla sua amante Irina, quindi a Carmela: mentre è alla cabina telefonica scorge il volto familiare di Fabian Petrulio, ex membro della famiglia DiMeo, incastrato per spaccio di eroina e diventato informatore dell'FBI. Tony lo insegue in auto, quindi, su insistenza della figlia, si ferma al motel dove avevano prenotato, sulla strada che porta al Colby College.
A cena, mentre Meadow s'intrattiene con delle ragazze a bere tequila, Tony, dopo aver telefonato a Chris per cercare conferme sulla spia, approfitta per cercare informazioni su Fabian, che si fa chiamare Peters e gestisce un'agenzia di viaggi in un luogo appartato in campagna. Fabian a sua volta riesce a scorgere il boss e, senza farsi vedere, lo segue fino al motel, in tempo per vedere padre e figlia che rientrano dalla cena.
Nel frattempo, nel New Jersey, durante un furioso temporale, Carmela riceve la visita di padre Phil, mentre A.J. è a dormire da un amico. Tra il prete e la donna s'innesca una situazione ambigua ed equivoca, durante la cena a base di ziti e di Chianti, e sul divano, mentre guardano il film Quel che resta del giorno.
Carmela riceve inoltre la telefonata della dottoressa Melfi che chiama per disdire un appuntamento con Tony, e scopre quindi che si tratta di una donna. Scoppia quindi in lacrime, lasciandosi andare a confidenze con padre Phil, rivelando i suoi problemi matrimoniali, la sua tristezza e l'incapacità di accettare a pieno la presenza della figura criminale del marito: padre Phil la confessa e le dà l'eucaristia. I due, all'apice della tentazione, stanno per baciarsi quando il prete si sente male e corre in bagno.
Il mattino seguente Fabian cerca invano d'ingaggiare due sbandati per far fuori Tony, che nel frattempo accompagna la figlia al college dicendole che passerà a prenderla più tardi: si reca all'agenzia di Fabian e lo strangola.
A casa Soprano, padre Phil si sveglia dalla sbornia e cerca confusamente di giustificarsi con Carmela, che dal conto suo ammette che non è successo nulla di male. Quando Tony e Meadow ritornano a casa, Carmela rivela a Tony che il prete ha passato la notte a casa loro e tra i due inizia un battibecco, con reciproche accuse.

## Produzione
- David Chase dovette insistere con l'HBO per poter trasmettere la cruenta scena del primo omicidio del protagonista mostrato sullo schermo: i produttori ritenevano infatti che nei primi episodi il personaggio di Tony fosse stato delineato in modo tale da suscitare simpatia e che il pubblico non si sarebbe aspettato una così rabbiosa esplosione di collera. Chase obiettò dicendo che, al contrario, il pubblico non avrebbe creduto ad un protagonista caratterialmente debole[7], visto il ruolo che aveva nella serie.
- Parte delle scene nel college sono state girate alla Drew University di Madison, nel New Jersey[8]
- Dominic Chianese, Vincent Pastore, Steven Van Zandt, Tony Sirico e Nancy Marchand sono nel cast principale della stagione e nei credits ma non appaiono in alcuna scena dell'episodio.
- Alcuni film vengono esplicitatamente citati nell'episodio nei dialoghi tra i protagonisti: Il padrino, Casinò, L'ultima tentazione di Cristo (quest'ultimo senza essere nominato), oltre a Quel che resta del giorno che viene anche mostrato nella scena in cui Emma Thompson cerca di farsi dare il diario da Anthony Hopkins. Evidente l'omaggio a Quei bravi ragazzi di Scorsese nelle scene in cui Christopher deve richiamare Tony da una cabina pubblica sotto un acquazzone.
- Dopo aver ucciso Petrulio, Tony scorge uno stormo di anatre in volo e rimane a fissarle, come accaduto nel primo episodio prima dell'attacco di panico che lo porta dalla dott.ssa Melfi.

## Colonna sonora
- Dropkick Murphys - Cadende To Arms

Questo brano, che accompagna la scena in cui Fabian entra nel bar a chiedere se qualcuno avesse chiesto informazioni su di lui, è una versione dell'inno non ufficiale scozzese Scotland the Brave del gruppo di Quincy
- Rocket Frome The Crypt - Bye On You
- Michael Hoppé - Gold Leaves
- Basin Brothers - Maine Two-Steps

## Accoglienza
- "(...) Tra i suoi picchi: la notte di tempesta in cui la moglie di Tony e il prete, soli in casa, guardano vecchi film e nuovi desideri inscenando l'esempio perfetto di quella che le scuole di sceneggiatura insegnano come URST (Un-Resolved-Sexual Tension, ovvero un'incompiuta)" (G. Romagnoli[9])
- "This gemlike season one episode captured the parallels, and the tension, between the family and Family parts of Tony's life" (...) (J. Poniewozik[10]).

## Riconoscimenti

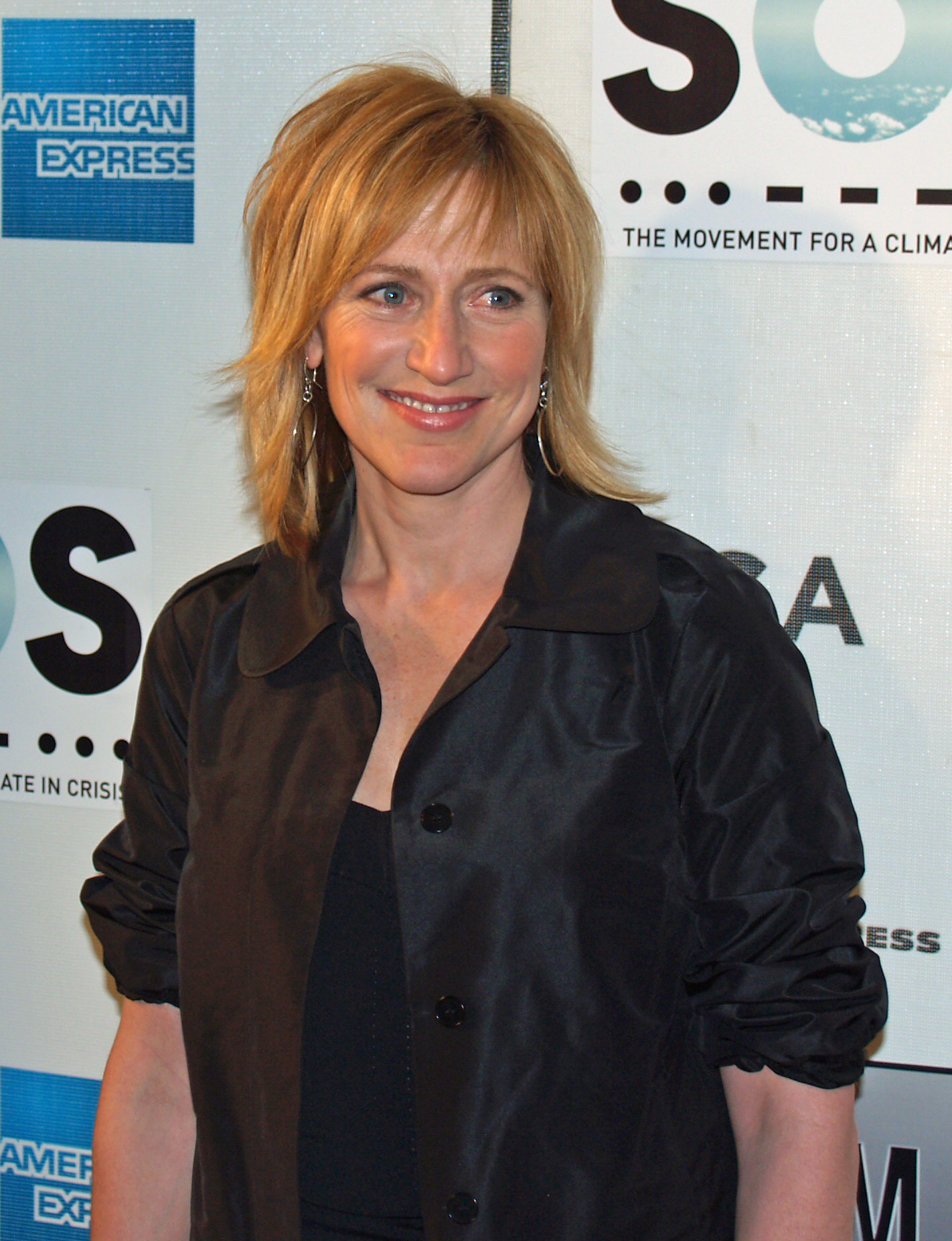
Edie Falco

- Premi Emmy 1999 come Migliore sceneggiatura per una serie drammatica a David Chase e James Manos, Jr.;
- Premi Emmy 2004 come Migliore attrice non protagonista in una serie drammatica a Edie Falco
- Banff World Television Festival 2000[11]
- Nomination al DGA Award 2000 (Directors Guild of America) per Miglior Regia ad Allen Coulter